# Миронова, Екатерина Ивановна
Екатерина Ивановна Миронова (15.03.1919 — 1998) — доярка колхоза имени Кирова Калининского района Калининской области, Герой Социалистического Труда.
Родилась 15 марта 1919 года в селе Новинки, ныне Калининский район Тверской области.
С 1943 по 1972 год работала в колхозе имени Кирова Калининского района Калининской области, с 1948 года доярка.
Первой почётной грамотой награждена в 1955 году.
По результатам 1960 года в 1961 присвоено звание «Лучшая доярка Калининского района». В последующем присваивались звания «Лучший животновод области», «Лучшая доярка области».
Указом Президиума Верховного Совета СССР от 22.03.1966 присвоено звание Героя Социалистического Труда с вручением ордена Ленина и золотой медали «Золотая Звезда».
В 1967—1970 гг. заносилась в Книгу Трудовой Славы Калининского областного Совета профсоюзов, в Книгу Почёта областного комитета профсоюза рабочих и служащих сельского хозяйства, в книгу «Летопись Ленинской трудовой вахты Калининского района».
Делегат XXII (1961) и XXIII (1966) съездов КПСС, III Всесоюзного съезда колхозников (1969). Депутат Верховного Совета РСФСР (1971).
С 1972 года на пенсии по инвалидности.
В 1982 году передала документы и фотографии в областной архив.
Сочинения:
- Миронова, Е. Люблю свою профессию. [ Рассказ Героя Соц . Труда, доярки колхоза им . Кирова , Калининского района Калининской обл . ] М. , " Моск . рабочий " , 1966. 48 с . с портр . 116 см . (Люди трудового подвига). 20.000 экз.